# Bay (cancelliere)
Bay (Ramesse Khamenteru, ma anche Iarsu) (fl. XII secolo a.C. – 1190/1189 a.C.) è stato un funzionario egizio attivo durante la XIX dinastia.
| E10 | i | i | A1 |

| E10 | i | i | A1 |

Di origine asiatica, salì alla ribalta durante il regno del faraone Seti II (Userkheperura Setepenra), nipote di Ramesse il Grande, divenendo poi un'eminenza grigia e un politico determinante nei momenti finali della XIX dinastia. Viene generalmente identificato col personaggio chiamato Iarsu (o Irsu, Arsu, Yarsu) menzionato nel Grande Papiro Harris, benché nessuna fonte dell'epoca colleghi Bay a Iarsu.

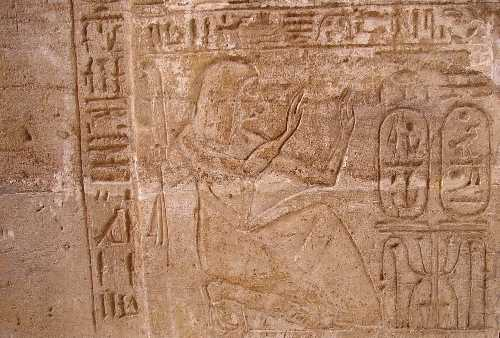
Bay raffigurato su uno stipite del tempio di Amada (Nubia), nell'atto di adorare il cartiglio reale del faraone Siptah

L'importanza raggiunta da Bay è sottolineata dal permesso concessogli forse da Seti II, ma più probabilmente dal giovane faraone Siptah, di costruire la propria tomba (KV13) nella Valle dei Re. Tale sepoltura fu chiaramente concepita come parte di una triade, completata da quella del sovrano, Siptah, e quella della regina Tausert. Si trattò di un privilegio inaudito: assai raramente qualcosa di simile era stato concesso a qualcuno non nobile, e ancor meno a uno straniero (si pensi al caso di Yuya). Si è ipotizzato che tale grande privilegio gli fosse derivato da una sua relazione con la madre di Siptah, una concubina cananea di Seti II (o di Amenmesse). La sua tomba fu usurpata molti anni dopo da un principe della XX dinastia, Montuherkhepshef, figlio di re Ramesse IX.

## Origini e carriera

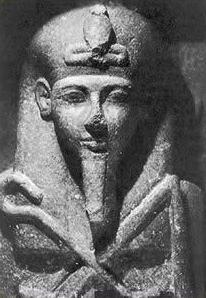
Il sarcofago di Siptah, dettaglio del viso del faraone

Bay è definito siriano (Hurru, ovvero degli Hurriti). Nonostante il suo retroterra sia sconosciuto, fatta eccezione per l'origine siriana, Bay compare durante il regno di Seti II (1200/1199 - 1194/1193 a.C.), inizialmente come scriba e maggiordomo, posizione di rilievo nell'antico Egitto. Tuttavia, dovette ricevere i primi incarichi sotto un faraone precedente, Merenptah o Ramesse II.

Il primo ruolo ufficiale di Bay dovette infatti essere quello di sacerdote nel tempio di Eliopoli, ove è stata rinvenuta una sua statuetta. Entro la morte di Seti II, Bay assurse al ruolo di cancelliere ed ebbe un ruolo fondamentale nella ascesa al trono del successore, l'adolescente Siptah. La posizione di Bay alla corte di Siptah era tanto elevata che, su vari monumenti del re, "in varie raffigurazioni del faraone, il cancelliere è ritratto nelle stesse dimensioni del re, la prima occasione in cui un non nobile venne rappresentato in questo modo" (infatti l'arte ufficiale egizia prevedeva che il faraone venisse ritratto in scala maggiore rispetto a ogni altro personaggio, con l'unica eccezione delle divinità). Inoltre, in alcune iscrizioni riferite a Siptah, Bay rivendica di essere colui che pose il re 
<< sul trono di suo padre >>
senza tuttavia fornire ulteriori dettagli su come ciò sarebbe avvenuto: ciò dovette dargli una posizione di assoluto rilievo nella vita politica

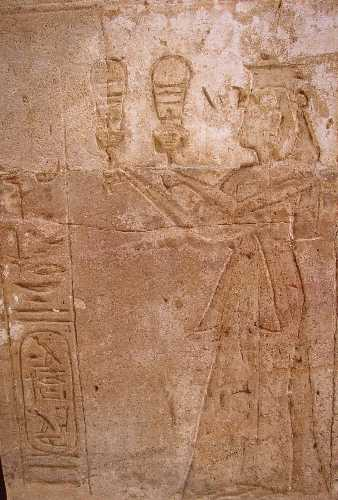
Tausert raffigurata nel tempio di Amada, col modio in capo, mentre suona il sistro

del Paese. Fu aggregato, poi, al culto funerario dello stesso Siptah, nell'anno 3° del suo regno (ca. 1190 a.C.). In quel periodo fu avviata la costruzione della sepoltura di Tausert, con la sigla KV14, progettata come parte di una triade di tombe, insieme a quelle di Siptah e di Bay. I sepolcri di Tausert e Bay, progettati in un secondo momento, sono copie più piccole di quello del re.
Sussistono figurazioni del cancelliere che lo mostrano in piedi subito dietro al trono del sovrano, una posizione inusuale per i cittadini comuni; su di uno stipite del tempio di Amada, in Nubia, il funzionario fronteggia la regina Tausert. Tavolette disotterrate a Ras Shamra provano una rete di comunicazioni fra Ugarit e Bay (RS 86.2230), che compare col titolo di Capo delle guardie del Corpo del Grande Re, del Re d'Egitto. 
Come avvenne per Siptah e Tausert, il nome di Bay fu censurato ed rimosso dalla tomba, forse da parte dei nuovi faraoni della XX dinastia (Sethnakht, Ramesse III ecc.) i quali non vollero considerare legittimo nessun sovrano dopo Seti II. Se la tradizione comune fosse avvalorata, Bay dovette godere di una pessima reputazione, soprattutto postuma: si tramandava che avesse sedotto la regina Tausert per avere pieno controllo sul tesoro del Regno. Alcuni ipotizzarono che Bay e Tausert fossero amanti. Ma tale voce non sembra avere riscontri, siccome Bay morì nel 5º anno del regno di Siptah (1190/1189 a.C.), almeno due anni prima che Tausert ascendesse al trono.

## La fine
Mentre si dava per certo che Bay avesse continuato nei suoi incarichi durante il regno di Tausert, cercando di raggiungere il trono alla morte di lei, un ostrakon recentemente scoperto e pubblicato nel 2000 da Pierre Grandet in BIFAO (Bulletin de l'Institut Français d'Archéologie Orientale), col titolo "L'execution du chancelier Bay O. IFAO 1864" (BIFAO 100 [2000]: pp. 339–345), rivela una realtà assai diversa. L'ostrakon, composto di due frammenti riuniti nel febbraio 2000, svela che Bay fu giustiziato nell'anno 5° del regno di Siptah (o immediatamente dopo) per ordine del re. Il recto del reperto è un annuncio pubblico fatto agli operai del villaggio di Deir el-Medina e recita:
<< Anno 5, III Shemu, 27°. Oggi lo scriba della tomba, Paser, è venuto ad annunciare: "Il Faraone - Vita, Prosperità, Salute - ha ucciso il grande nemico Bay." >>
Nonostante il nome del re non sia citato, la datazione dell'ostrakon è sicuramente da ascrivere agli anni di Siptah e si accorda con l'ultima apparizione nota di Bay, nell'anno 4°. L'evento o la congiura di palazzo che portarono alla caduta rovinosa di Bay sono sconosciuti. Comunque, Tausert sembra essere stata la grande beneficiaria della morte di Bay poiché ascese senza complicazioni al trono quando Siptah morì, poco meno che ventenne, un anno dopo l'esecuzione del cancelliere. L'annuncio agli operai di Deir el-Medina servì a far cessare i lavori alla sontuosa tomba di Bay. Bay non fu così sepolto con il fasto e la dignità che sperava e, viceversa, ebbe la reputazione di traditore. La sua tomba fu usurpata molti anni dopo da un principe della XX dinastia, Montuherkhepshef, un figlio di Ramesse IX.

## Fama

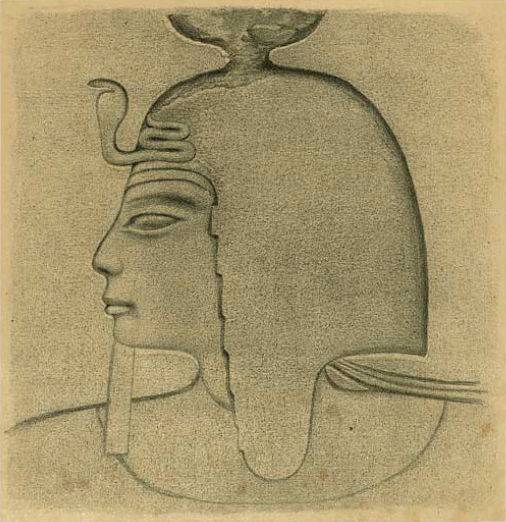
Sethnakht, il faraone che cancellò ogni traccia dell'influenza di Bay

Il Grande Papiro Harris designa la sua permanenza nella carica come un periodo di caos per l'Egitto, anni in cui si giunse a negare le offerte agli dèi. Dopo la morte di Tausert (ca. 1189 o 1185 a.C.), il Regno parve sprofondare nell'anarchia; vari templi furono saccheggiati dai seguaci asiatici di Bay. 
Colui che riuscì a impadronirsi del trono dopo la morte di Tausert e il crollo della XIX dinastia, Sethnakht, fondatore della XX dinastia, nella stele che fece erigere sull'isola Elefantina registra l'espulsione di tali ribelli asiatici i quali, durante la loro fuga dall'Egitto, abbandonarono molto dell'oro, argento e rame che avevano rubato e col quale credevano di chiamare rinforzi dall'estero. La pacificazione dell'Egitto da parte di Sethnakht è testimoniata anche dal succitato Papiro Harris.
È legittimo ritenere che la memoria distorta di tali eventi sia stata riportata, nel III secolo a.C., dal sacerdote e storico egizio ed ellenistico Manetone, il quale narra di un certo Osarseph, sacerdote di Eliopoli, che condusse uno stuolo di lebbrosi asiatici fuori dall'Egitto: un esodo in seguito assimilato a quello di Mosè. C. Hauret ha notato somiglianze fra la carriera di Bay (chiamato anche Irsu) e quella del patriarca biblico Giuseppe (Yusuf). Un altro studioso, Thomas Romer, scrive che Osarseph sarebbe forse da ritenere un nome polemico per indicare Akhenaton, oppure una fusione tra Giuseppe (Yusuf, Joseph) e Osiride.